# Alessandro Ghini
Alessandro Ghini, detto Sandro (Parma, 4 maggio 1961), è un ex rugbista a 15 e allenatore di rugby a 15 italiano in carriera attivo nel ruolo di mediano di mischia di Parma e Amatori Milano e 26 volte internazionale per l'Italia, con la quale ha disputato la 1ª edizione della Coppa del Mondo di rugby nel 1987.

## Biografia
Cresciuto nel Parma, con esso esordì a 15 anni in serie A nel 1977; pochi anni dopo, nel 1981, debuttò in Nazionale italiana a Mosca, nel corso della Coppa FIRA, per un incontro con l'Unione Sovietica.
Fu tra i convocati alla Coppa del Mondo di rugby 1987, la prima edizione di tale torneo, in Australia e Nuova Zelanda.
Nel 1989 passò all'Amatori Milano, all'epoca nell'orbita - Fininvest targata Berlusconi e chiamato Mediolanum, con cui vinse uno scudetto nel 1991, poi nel 1992 fu per una stagione in Sudafrica presso il club False Bay RC a Città del Capo nel Western Province.
Tornato a Parma, divenne tecnico-giocatore fino alla fine attività, poi si trasferì a Reggio Emilia per 5 stagioni; di nuovo a Parma, alternò la conduzione delle giovanili e della prima squadra all'attività di tecnico federale; ottenne con il Parma la Coppa Italia 2006, prima vittoria del club dopo quasi 50 anni dal suo ultimo titolo, lo scudetto del 1956-57, 2 qualificazioni ai Playoff scudetto, e la storica vittoria del Challenge per la Heineken Cup vinta a Newport contro i Gwent Dragons(prima volta di un club italiano), che alla Rugby Parma ha valso il diritto di giocare la Heineken Cup nella stagione 2006-07.
Dal 2012 al 2014, a Reggio Emilia, ha diretto la prima squadra in coppia con Cristian Bezzi.

## Palmarès

### Giocatore
- Campionati italiani: 1
Amatori Milano: 1990-91

### Allenatore
- Coppe Italia: 1
Parma: 2005-06